# 유사룡
유사룡(劉士龍, ? ~ 612년)은 수나라의 정치인이다. 홍농군 사람이다. 제2차 여수전쟁에 위무사로 종군하였고, 패전 후 그 책임이 중하여 사형당했다.

## 생애
수 문제 시절에는 고공시랑(考功侍郞)으로 있으면서 유능하다는 평가를 받았다. 612년(대업 8년) 제2차 여수전쟁 때는 상서우승(尙書右丞)이었으며 위무사로 종군하였다. 3월(음력)에 수나라군이 요하를 도하하는 데 성공하고 요동성을 포위하자, 양제는 전국에 사면령을 내리고 유사룡으로 하여금 형부 상서 위문승과 함께 요하 동쪽의 주민들을 위무하고 10년 동안 조세를 면제해주라고 하였다.
6월(음력)에는 고구려의 수도 평양을 직공(直攻)하기 위해 편성된 우문술, 우중문 등의 별동대에도 위무사로서 종군하였다. 별동대가 압록수에 닿자 고구려 장수 을지문덕이 허실을 살피기 위해 거짓 항복하며 군영으로 들어왔다. 그가 오면 사로잡으라는 양제의 밀지를 받았었던 우문술과 우중문은 그러려고 하였으나, 유사룡이 굳이 말려서 을지문덕을 놓치게 만들었다. 결국 별동대는 을지문덕의 유인작전에 말려들어 살수(지금의 청천강)에서 참패를 당하고 말았다. 유사룡은 이 죄로 인해 이 해 11월(음력) 참수당했다.

## 참고 문헌
- 《자치통감》181권 수기 제5 양제 대업 8년